# FM 99,9
FM 99,9 (também chamada de Rede Aleluia Fortaleza) é uma emissora de rádio brasileira sediada em Fortaleza, capital do estado do Ceará. Opera no dial FM, na frequência 99,9 MHz e é uma emissora própria da Rede Aleluia. Foi fundada em 1986 e, posteriormente, vendida para o Grupo Pague Menos, sob administração do Grupo de Comunicação O Povo. É mantida atualmente pela Igreja Universal do Reino de Deus, que adquiriu a emissora em 1995, e funciona em conjunto com a Rádio Uirapuru.

## História
A rádio Dragão do Mar FM entrou no ar em 12 de fevereiro de 1986 e mantinha programação musical jovem, semelhante ao que já era realizado pelas rádios FM do Povo e Verdes Mares FM. Para fugir da concorrência, adotou rapidamente uma programação popular, o que ainda era inédito no rádio FM de Fortaleza. Com esta programação, a rádio alcançou a liderança na audiência. Ao final da década de 1980, a emissora entrou em decadência devido ao baixo retorno comercial e ao sucateamento administrativo. No mesmo período, passou a se chamar 99 FM. Em 1994, a emissora foi vendida ao Grupo Pague Menos. A administração da rádio ficou a cargo do Grupo de Comunicação O Povo, que naquele momento retransmitia a programação da Transamérica FM.
Em 1995, a 99 FM foi novamente vendida para a Igreja Universal do Reino de Deus. A nova aquisição passou a operar em conjunto com a Rádio Uirapuru, no bairro Joaquim Távora, ambas sendo afiliadas da Rede Aleluia. Como emissora gospel, a rádio teve como destaques os programas Greyce e Você e Momento do Presidiário e passou a aparecer entre as dez rádios mais ouvidas de Fortaleza.